# Ahmed Douhou
Ahmed Douhou, född den 14 december 1976 i Bouaké i Elfenbenskusten, är en fransk före detta friidrottare som tävlade i kortdistanslöpning. 
Douhou deltog vid inomhus-VM 1997 på 200 meter där han blev utslagen i semifinalen. Han deltog även vid Olympiska sommarspelen 2000 på 200 meter och blev denna gång utslagen i kvalet. 
Vid EM 2002 i München ingick han i det franska stafettlaget på 4 x 400 meter som slutade på tredje plats.

## Personligt rekord
- 200 meter - 20,90
- 400 meter - 45,86